# Club Félix Pérez Cardozo
El Club Social, Cultural y Deportivo Félix Pérez Cardozo es un club paraguayo con sede en la ciudad de Asunción. El club se dedica mayormente a la práctica de baloncesto: su equipo masculino juega en la Liga Nacional de Básquetbol, mientras que el femenino juega en la Liga Nacional de Básquetbol Femenino, ambas la máxima categoría de baloncesto del país. La rama femenina es una de las más lauredas a nivel local, con un total de 10 títulos en la LNBF, solo por detrás de Olimpia  y Sol de América. A nivel internacional la rama femenina se consagró campeona en la Liga Sudamericana de Baloncesto Femenino de 2022, llevada a cabo en Paysandú, Uruguay.
Juegan de local en el Polideportivo Efigenio González, ubicado en el barrio Recoleta de Asunción, en la intersección de las calles Cruz del Chaco y Mac Mahon.
El nombre del club es en honor al artista paraguayo Félix Pérez Cardozo, quien había fallecido en el año 1952, un año antes de la fundación del club.

## Honores

### Equipo femenino
Liga Nacional de Básquetbol Femenino
- Campeones (11): 1976, 1977, 1978, 1979, 1980, 1981, 1982, 1983, 2021, 2023, 2024 (A)

Liga Sudamericana de Baloncesto Femenino
- Campeones (1): 2022.